# Джуэлл, Салли
Са́ра Ма́ргарет Ро́ффи Джу́элл (англ. Sarah Margaret Roffey Jewell; род. 21 февраля 1956 года) — американская общественная и политическая деятельница, бизнесвумен, 51-й министр внутренних дел США в кабинете Барака Обамы. Член Демократической партии США. Является второй женщиной, занявшей эту должность (после Гейл Нортон). Бывший президент и главный исполнительный директор REI. Ранее работала в нефтяной отрасли и банковской сфере.

## Биография
Джуэлл родилась в Лондоне, под именем Салли Роффи, дочь Анны (урождённой Мёрфи) и Питера Роффи. Семья Салли переехала в Соединённые Штаты Америки, когда ей было четыре года. Причиной тому послужило получение её отцом, анестезиологом, стипендии Вашингтонского университета.
В 1973 году окончила Среднюю Школу Рэнтон, в 1978 году получила степень в области машиностроения в Вашингтонском университете.
C 1978 года Джуэлл работала в нефтяной компании «Mobil» на месторождениях в Оклахоме, позднее работала в Rainier Bank.
Работала в банковской сфере около двадцати лет. В 1996 году вошла в состав совета REI, в 2000 году была назначена главным операционным директором. В 2005 году стала главным исполнительным директором (CEO).
Джуэлл входила в советы Premera, Ассоциации охраны национальных парков и правления Вашингтонского университета.
В 2009 году Джуэлл получила премию Национального общества имени Рэйчел Карсон. Эта награда вручается дальновидным женщинам, чьи знания помогли внести весомый вклад на местном и национальном уровнях.
В 2006 году Джуэлл была названа генеральным директором года по версии издания «Puget Sound Business Journal».
6 февраля 2013 года Джуэлл была номинирована Бараком Обамой на должность министра внутренних дел США. Назначение было одобрено комитетом Сената США по энергетике и природным ресурсам 21 марта..
10 апреля 2013 год Сенат утвердил Джуэлл на посту министра внутренних дел.

## Личная жизнь
Джуэлл замужем, у неё есть двое взрослых детей, они проживают в Сиэтле.
В свободное время Джуэл увлекается сноубордом и каякингом. Она также поднялась на Массив Винсон, самую высокую гору в Антарктиде.

## Галерея

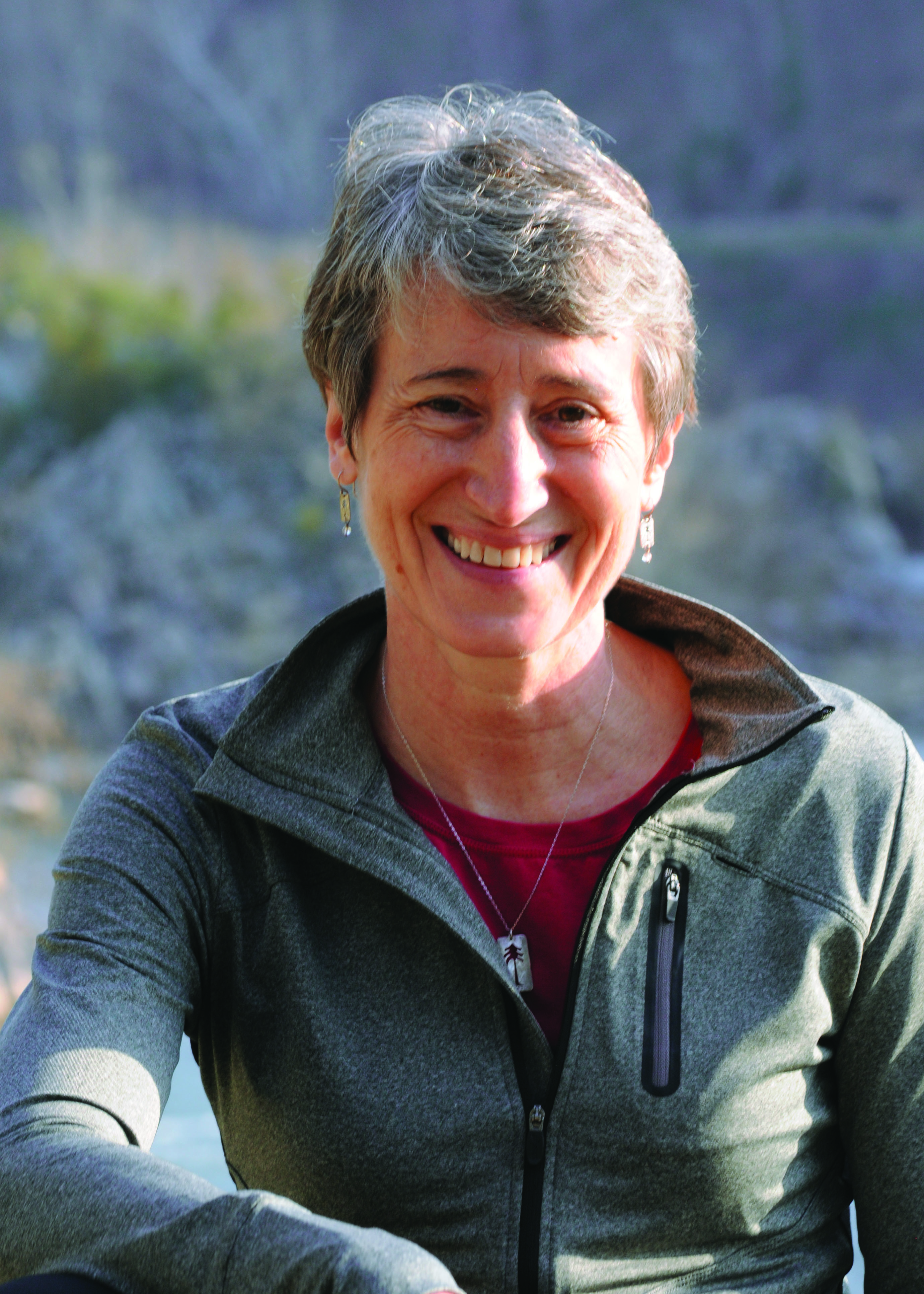
Официальный портрет, 2013 год.
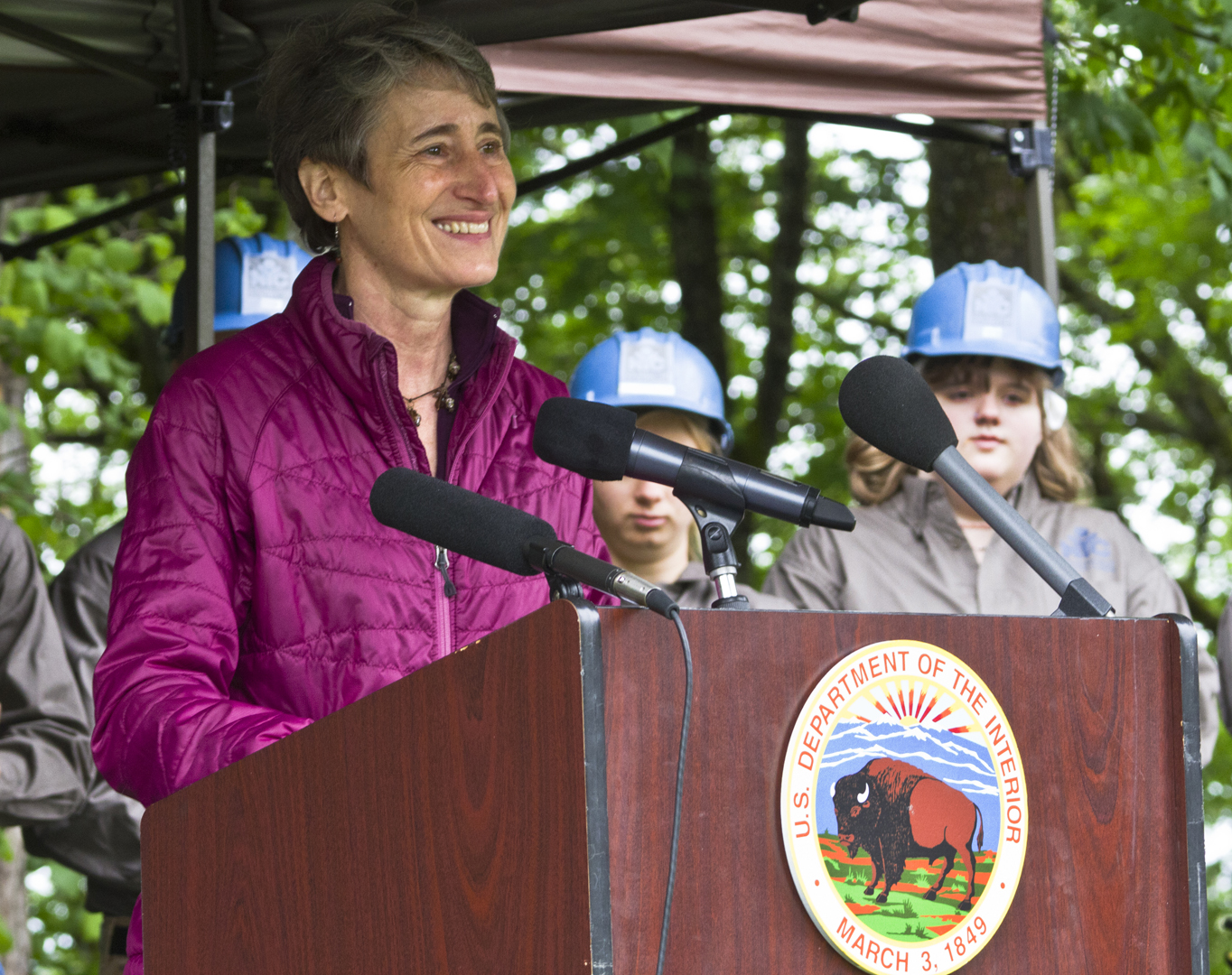
Джуэлл на мероприятии в заказнике Нижний в штате Орегон, май 2013 года.
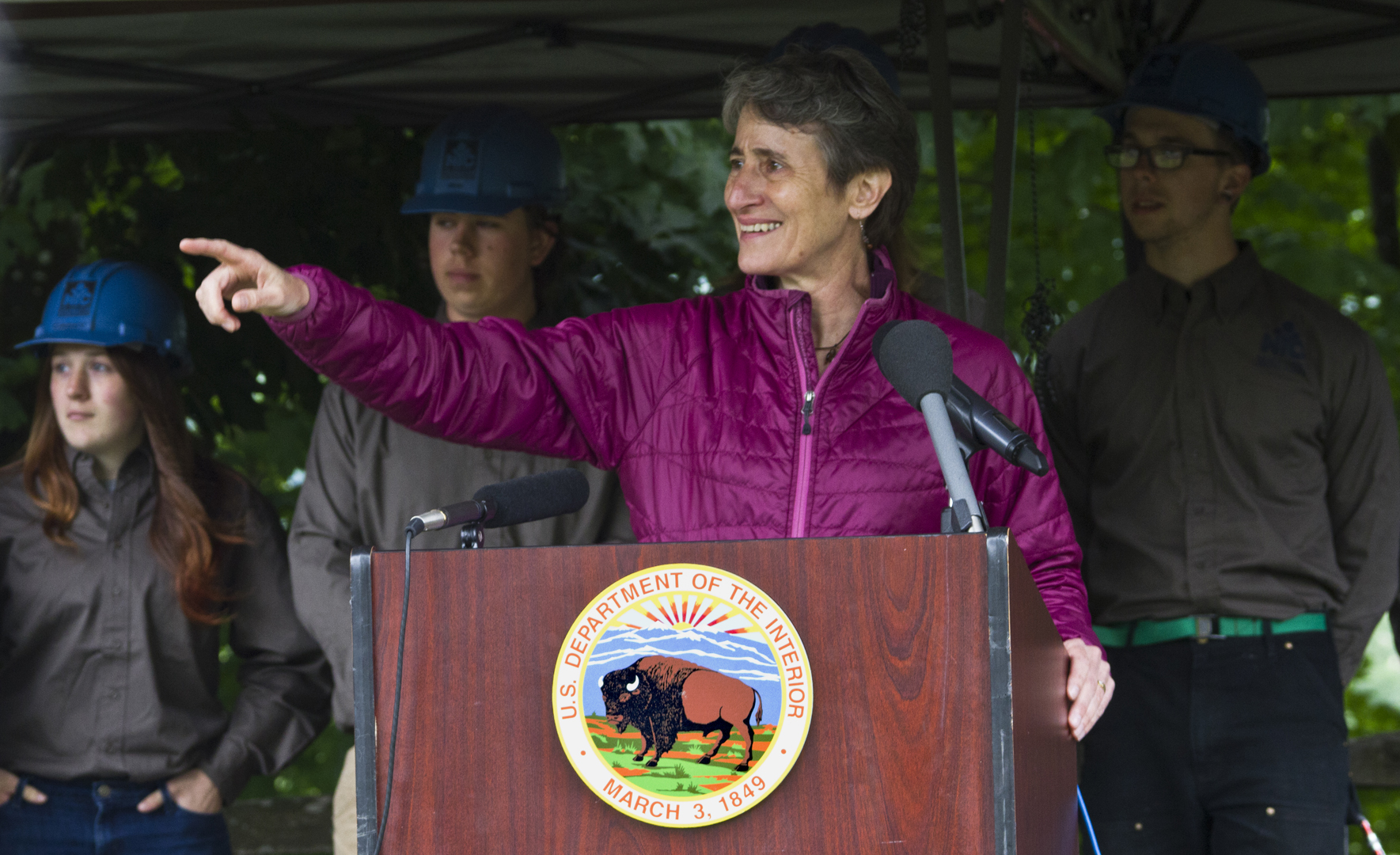
Выступление на мероприятии в заказнике, май 2013 года.